# Non sposate le mie figlie!
Non sposate le mie figlie! (Qu'est-ce qu'on a fait au Bon Dieu?) è un film del 2014 diretto da Philippe de Chauveron.

## Trama
Claude e Marie Verneuil sono una coppia cattolica e borghese di Chinon con quattro figlie: le tre maggiori sono convolate a nozze con tre uomini francesi, conosciuti mentre studiavano a Parigi, ma di origini molto diverse tra loro: Rachid, di famiglia algerina musulmana, Chao, figlio di cinesi, e David, ebreo sefardita. Non senza qualche difficoltà, questa strana famiglia multietnica e multiculturale cerca di andare d'accordo, ma la strada è lunga da fare: non solo Claude e Marie sono poco tolleranti verso le diverse culture dei generi, ma tra gli stessi vi sono spesso buffe incomprensioni e frivoli litigi che rendono tesa l'atmosfera della famiglia; la circoncisione di un nipotino viene considerata una pratica barbara; le scelte alimentari delle tre diverse culture mettono in confusione la suocera; gli stereotipi sui diversi popoli fanno scontrare i tre generi, che arrivano anche alle mani. La speranza più grande dei due genitori è dunque che almeno la loro figlia minore Laure scelga un compagno francese, cattolico e di buona famiglia, affinché possa sposarsi in chiesa e non in municipio.
Alla cena di Natale i tre generi stupiscono Claude cantando la Marsigliese, dimostrandosi degni del suo rispetto, e partecipando anche alla Messa di mezzanotte: la famiglia sembra finalmente raggiungere una certa armonia.
Laure, la più giovane, confessa ai felici genitori di aver deciso di sposare Charles (il cui nome è lo stesso di De Gaulle), cattolico, di buona famiglia, ma omettendo che sia ivoriano. Lo stesso fa Charles, in visita a casa per Natale: mentre la madre Madeline vuole solo la felicità del figlio, il padre André acconsente di malavoglia al matrimonio pretendendo però che i Verneuil si accollino tutte le spese delle nozze, sostenendo che l'uomo bianco deve ripagare le ricchezze depredate all'Africa (questo a causa del suo turbolento passato nella marina militare francese).
Charles viene presentato ai Verneuil, con loro disappunto. L'evento crea disagio anche nelle tre figlie e nei loro consorti, che lamentano la nuova destabilizzazione famigliare. I tre cognati pedinano Charles, fotografandolo in compagnia di una bella ragazza e pensano di avere le prove di un tradimento, ma la donna si rivelerà essere sua sorella Viviane.
I quattro futuri suoceri vengono prima presentati in videochat, dove iniziano gli scontri culturali, e poi di persona: mentre Marie e Madeline legano subito, Claude e André arrivano allo scontro. Le madri vogliono solo la felicità dei figli, mentre i padri rimangono fermi sulle proprie posizioni nazionaliste. Le figlie scoprono che Claude ha intenzione di vendere la villa e fare il giro del mondo, e deducono che i genitori vogliano separarsi a causa dell'ennesimo matrimonio multietnico.
André vuole parlare a quattr'occhi con Claude e lo accompagna a pesca. I due uomini capiscono presto di avere più cose in comune di quanto pensassero: sono entrambi fieri Gollisti (per questo André ha chiamato il proprio figlio Charles) e totalmente contrari al matrimonio. Quando poi i due pescano un enorme luccio, quest'ultimo ferisce André, il cui sangue viene tamponato col fazzoletto di Claude. In seguito, i due vanno a mangiare in un ristorante, dove bevono un sacco di Cognac e fraternizzano sempre di più. Poi, i consuoceri, completamente ubriachi, si scambiano gli abiti e vanno in un panificio, dove André chiede provocatoriamente una "testa di negro" (un dolce a base di meringa ricoperto di cioccolato), ma il panettiere chiama la polizia e i due vengono arrestati per ubriachezza molesta. In prigione una piccola colluttazione fa sì che Claude si rompa il naso.
Nel frattempo la famiglia è preoccupata: le nozze sono fissate per l'indomani e i due suoceri sono spariti da molte ore. Nel bosco, Laure e Charles trovano il fazzoletto insanguinato di Claude: pensando che i due siano venuti alle mani, e sconvolta all'idea che i genitori vogliano divorziare, Laure decide di annullare le nozze e prende il primo treno per Parigi.
I due suoceri vengono infine trovati al commissariato, e si presentano a casa il mattino successivo: dopo essere stati sgridati dalle mogli, raggiungono Laure sul treno, rivelandole la loro neonata amicizia, appianando l'equivoco del fazzoletto insanguinato e del naso rotto, e rassicurandola che Claude non intende affatto divorziare da Marie.
Con uno stratagemma riescono a far fermare il treno e a portare Laure all'altare. Finalmente, Claude e Marie vedono una delle proprie figlie sposarsi in chiesa. Claude ammette di voler programmare comunque il giro del mondo, ma di farlo con sua moglie per andare a visitare le famiglie dei quattro generi nei loro paesi d'origine.

## Distribuzione
Il film è stato distribuito nelle sale cinematografiche francesi il 16 aprile 2014, diventando il film con il maggior incasso dell'anno ed entrando della lista dei 10 migliori incassi di sempre. 
In Italia è stato distribuito il 6 febbraio 2015.

## Seguiti
Nel 2019 è stato prodotto un sequel della pellicola intitolato Non sposate le mie figlie! 2 (Qu'est-ce qu'on a encore fait au bon Dieu?), sempre diretto da Philippe de Chauveron.
Nel 2022 è uscito il secondo sequel in italiano intitolato Riunione di famiglia - Non sposate le mie figlie! 3, dello stesso regista.